# 軽印刷
軽印刷（けいいんさつ）は印刷技術あるいは印刷業態の分類方法の一つ。あまり一般でなく、印刷業界内部で使われる用語であり、「軽い」という言い方には「難度の低い印刷技術」「手軽に開業できる」という、いささか自虐的、差別的なニュアンスが含まれている。

## 歴史
軽印刷の歴史は古く、江戸時代の木版印刷、かわら版にその起源を見出すことができる。家内工業的で、小ロット（印刷部数）で、仕上がり（納期）が早いという特徴が、現代にまで受け継がれている。
明治以後確立した活版印刷のうち、名刺やハガキ、小ロットの広告チラシ、小冊子の印刷は、部数が多く大掛かりな商業印刷とくらべて「端物（はもの）」と呼ばれていた。必要とする活字の量が少なくて済み、中古の印刷機を使えば、小資本で比較的容易に印刷業が開業できたのである。大手の印刷会社を退職した従業員が、このような端物印刷を下請けするということはよく行われ、住宅街の一角に小さな看板が掲げられ、印刷機の音が響くという光景があちこちで見られた。
技術的には活版印刷のほか謄写印刷（謄写版）、タイプ印刷（タイプライターによる謄写印刷、あるいはタイプライター印字を原版とするオフセット印刷）、写植印刷（写真植字を原版とするオフセット印刷）、さらにはDTPと、時代と共に幅を広げ、進化をとげてきた。ただし印刷機はあまり高価なものでなく、業務機のローエンドか民生機のミドルレンジからハイエンドにランクづけされるレベルのものが多く使われる。メーカーがオフィス用途を想定した高級機を、軽印刷業者が購入するということは珍しくない。
プロの軽印刷がアマチュアのオフィス内印刷と決定的に違うのは、印刷用紙の選定と製本に関する豊富なノウハウにあり、現在では顧客側で原稿をパソコンで作成し、印刷と製本のみを業者が請け負うというスタイルも一般化している。また小ロット、短納期という特質を生かしてプリントショップという業態でチェーン展開し、オンデマンド印刷を謳う業者も出現している。
軽印刷はその技術的業態的な特質ゆえに、過去しばしばマイナーな政治・文化活動の広報メディアとして大きな役割を果たしてきた。おそらく今後もその役割は変わることがなく、その意味において軽印刷は、日本の一つの文化であると言ってよいだろう。

## 経済
軽印刷業界を支える根強い需要として、ビジネス名刺、案内ハガキ、年賀ハガキ、ダイレクトメール、広告チラシがあるが、官公庁が発行する小部数の出版物、白書、議会レポートなども大きなビジネスとして軽印刷業界を支えてきた。無論それらの印刷物の発注価格は低く抑えられ、納期が厳しいのが普通であるが、家内工業的なフットワークのよさで業界は対応してきた。官公庁の周辺に必ずといってよいくらい小規模の印刷業が見受けられるのも、このような事情による。